# 시만토정
시만토정(일본어: 四万十町)은 일본 고치현 서남부에 있는 다카오카군의 정이다.

## 지리
시만토강 중류에 위치하고 동쪽으로 태평양과 접하며 북서부는 에히메현과 접한다.

### 인접한 자치체
- 고치현
  - 시만토시
  - 다카오카군 나카토사정, 쓰노정, 유스하라정
  - 하타군 구로시오정

- 에히메현
  - 기타우와군 기호쿠정, 마쓰노정

## 역사
- 2006년 3월 20일 - 다카오카군 구보카와정과 하타군 다이쇼정, 도와촌이 합병해 성립하였다.

## 교통

### 철도
- 시코쿠 여객철도
  - 도산선
  - 요도선

- 도사쿠로시오 철도
  - 나카무라선

### 도로
- 국도 56호선
- 국도 381호선
- 국도 439호선